# リマ県
リマ県（リマけん、英語：Lima Region、スペイン語：Departamento de Lima）は、ペルーにある25の行政区画の1つである。
国の中央沿岸地方にあり、その中心地はワチョ(en)である。
国の首都・リマ市を含むリマ郡は、リマ県の西部に位置している。しかしながらこの郡は独立しており、県の一部にはなっていない。

## 地理
県は、北はアンカシュ県に、東はワヌコ県、 パスコ県とフニン県に、南東はワンカベリカ県に、南はイカ県に、そして西は太平洋とリマ郡に接している。
県は沿岸地方からアンデス山脈地帯までに広がり、自然のままの地域にはかなりの多様性がみられる。
コスタ（(Costa)またはChala。海抜0 - 500m）から、JancaまたはCordillera（4800メートル以上）までに至る。
最も面積を占めるのは、Yunga（500 - 2300m）とケチュア（(Quechua)またはキチュア。2300 - 3500m）である。

## 行政区画
行政区画は9つの郡（英語：provinces。スペイン語：provincias、単数：provincia）に分けられる。それらは128の地区（英語：districts。スペイン語：distritos、単数：distrito）から構成される。
郡は以下の通りである。（なお下記の図中No.3はカヤオ特別区、No.9はリマ郡を示す）
| 図中No | 郡名             | 中心地                       | 図 |
| ------ | ---------------- | ---------------------------- | -- |
| 1      | バランカ郡(en)   | バランカ                     |    |
| 2      | カハタンボ郡(en) | カハタンボ                   |    |
| 5      | カニエテ郡(en)   | サン・ビセンテ・デ・カニエテ |    |
| 4      | カンタ郡(en)     | カンタ                       |    |
| 6      | ワラル郡(en)     | ワラル                       |    |
| 7      | ワロチリ郡       | マツカナ                     |    |
| 8      | ワウラ郡(en)     | ワウラ                       |    |
| 10     | オヨン郡(en)     | オヨン                       |    |
| 11     | ヤウヨス郡(en)   | ヤウヨス                     |    |